# D-Galaxie

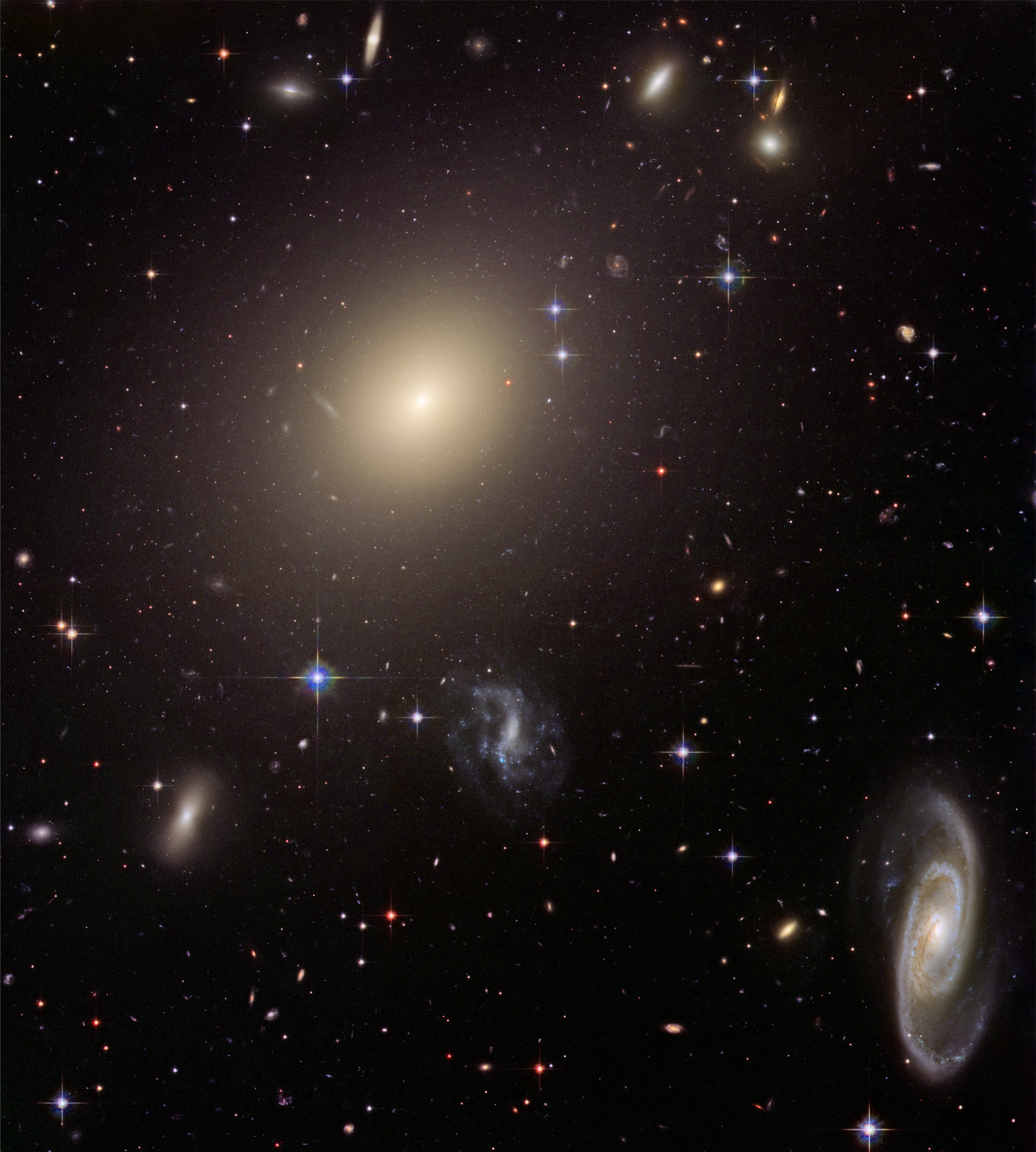
Der Galaxienhaufen ACO S 740 (Abell S740) mit dominanter cD-Galaxie, aufgenommen vom Hubble-Weltraumteleskop

Eine D-Galaxie („D“ für „diffus“) ist ein spezieller Typ einer elliptischen Riesengalaxie. Von einer gewöhnlichen elliptischen Galaxie unterscheidet sie sich durch ihren riesigen diffusen Halo.

## Charakterisierung
Die wichtigsten D-Galaxien findet man im Zentrum reicher Galaxienhaufen, wo sie oft einzeln oder paarweise auftreten und mit Radien bis zu 1 Million Lichtjahren enorme Größen erreichen. Solche D-Galaxien werden cD-Galaxien genannt („c“ bezeichnet dabei die Leuchtkraftklasse). Eine Rückbildung von „cD“ wird häufig in der Astronomie als „centrale dominante Galaxie“ interpretiert.
Das bekannteste Beispiel eines Galaxienhaufens mit einem zentralen Paar von cD-Galaxien ist der relativ nahe Coma-Haufen mit den beiden Riesengalaxien NGC 4874 und NGC 4889. Sie werden in Abständen von bis zu rund 20 Megaparsec von über 1000 einzelnen Sternsystemen normaler Größe umkreist, was aber enorme Zeit braucht.
Vermutlich entstehen cD-Galaxien durch Verschmelzung elliptischer Riesengalaxien mit anderen Galaxien im reich bevölkerten Zentralbereich der Haufen (galaktischer Kannibalismus). Darauf deuten auch die Tatsachen hin, dass viele Galaxien dieses Typs mehrere Kerne besitzen und dass fast alle von ihnen starke Radioquellen sind.